# Front oslobođenja životinja
Front oslobođenja životinja (engl. Animal Liberation Front, skraćeno ALF) označava razne grupe ljudi širom sveta koji rade na oslobođenju životinja. Najčešće se međusobno ne poznaju jer sprovode direktne akcije u skladu sa ALF-ovim vodičem koji se može naći na internetu. Oni kažu: “Mi govorimo u ime onih koji ne mogu da govore za sebe” misleći pritom na životinje koje nemaju sposobnost da govore s ljudima.
Odeljenje za nacionalnu bezbednost Sjedinjenih Američkih Država je Front svrstalo u terorističke pretnje. Njegovi pripadnici su često osuđivani po optužbama za teška kriminalna dela.

## Način organizovanja
se sastoji od malenih, potpuno autonomnih, grupa koje se nazivaju ćelijama i mogu brojati od jedne individue do većeg broja ljudi koji saraduju izuzetno blisko. Aktivisti iz jedne ćelije nisu upoznati sa ALF aktivistima iz druge ćelije zbog potrebe za potpunom anonimnošću. Ovaj princip štiti aktiviste pred policijskim progonom, i pruža mogućnost za dalje delovanje pojedine ćelije.
Budući da ne postoji centralna organizacija ili formalno vodstvo ALF-a, pojedinci su vođeni isključivo svojom ličnom odlučnošću. Pošto je ALF nehijerarhijska organizacija, to znači da samo ljudi koji su direktno uključeni u akcije odlučuju o svojim postupcima i akcijama.

## Ko je
Teoretski, bilo ko u našoj okolini može biti deo Fronta za oslobođenje životinja. Iskustvo nam govori da su ALF aktivisti ljudi najrazličitijih zanimanja i profila, a to uključuje čak i radnike, koji su zaposleni u industrijama koje zloupotrebljavaju životinje. Kao što reče jedan ALF-ovac: “Kada vidiš sliku maskiranog aktiviste-osloboditelja nemoj se pitati ko je ispod maske već samo pogledaj u ogledalo”.
U principu, bilo koja grupa vegetarijanaca ili vegana, koji sprovode nenasilne direktne akcije u skladu sa ALF vodičem ima pravo sebe smatrati delom velikoga ALF pokreta.

## Način delovanja
Dobrovoljci širom sveta sprovode ALF akcije da bi životinjama koje su žrtve patnje vratili slobodu. Svaka akcija koja se pridržava striktno nenasilnog vodiča, može se smatrati Animal Liberation Front akcijom. Ekonomske sabotaže kao i uništavanje korporacijske imovine su regularne ALF akcije jer su nenasilne prema ljudima i životinjama (ne povređuju živa bića). 
Najčešće ALF akcije su:
- Oslobađenje životinja sa mesta gde se one zloupotrebljavaju, poput laboratorija i farmi za masovan uzgoj (radi klanja, krzna i slično).
- Smeštaj životinja u dobre ruke gde će imati prilike da prožive svoje vreme u prirodnim uslovima, oslobođene od patnje.
- Nanošenje materijalne štete onima koji profitiraju na patnji i eksploataciji životinjskih vrsta.
- Otkrivanje istine o užasima koji se čine nad životinjama iza zatvorenih vrata.

## Grupe za Podršku Animal Liberation Front-u
Grupe za podršku ALF-u (ALF Supporters Group) postoje širom sveta. Smisao grupa za podršku je da mogu javno braniti akcije koje ALF aktivisti rade tajno. Podrška, izmedu ostalog, uključuje:
- pomoć i podršku uhapšenim aktivistima,
- podršku i javno branjenje rada – a,
- edukaciju javnosti o potrebama i smislu oslobođenja životinja,
- komunikaciju putem letaka, brošura, fanzina i drugih pisanih ili elektronskih medija,
- prikupljanje sredstava za borbu i pomoć uhapšenim aktivistima.

Čak i PETA (People for The Ethical Treatment Of Animals), kao jedna od cenjenih organizacija u svetu koja se bavi zaštitom životinja, pomaže ALF i trenutno vode nekoliko sudskih sporova povodom optužbi nad aktivistima.

## Spoljašnje veze
- Animal Liberation Front Архивирано на веб-сајту  (11. септембар 2006)
- Oslobođenje životinja iz Hrvatske
- Grupa za podršku Animal Liberation Front-a